# Tony Award alla miglior attrice protagonista in un'opera teatrale
Il Tony Award alla miglior attrice protagonista in un'opera teatrale (Tony Award for Best Performance by a Leading Actress in a Play) è presentato dal 1947 e viene assegnato alle attrici che hanno recitato in spettacoli teatrali nuovi o revival.

## Vincitrici e candidate

### Anni 1940
- 1947: Helen Hayes – Happy Birthday nel ruolo di Addie / Ingrid Bergman – Joan of Lorraine nel ruolo di Mary Grey
- 1948: Judith Anderson – Medea nel ruolo di Medea / Jessica Tandy – Un tram che si chiama Desiderio nel ruolo di Blanche Dubois[1] / Katharine Cornell - Antonio e Cleopatra nel ruolo di Cleopatra[2]
- 1949: Martita Hunt – The Madwoman of Chaillot nel ruolo della Contessa Aurelia, la pazza di Chaillot

### Anni 1950
- 1950: Shirley Booth – Come Back, Little Sheba nel ruolo di Lola
- 1951: Uta Hagen – La ragazza di campagna (The Country Girl) nel ruolo di Georgie Elgin
- 1952: Julie Harris – Sono una macchina fotografica (I Am a Camera) nel ruolo di Sally Bowles
- 1953: Shirley Booth – Time of the Cuckoo nel ruolo di Leona Samish
- 1954: Audrey Hepburn – Ondine nel ruolo di Ondine
- 1955: Nancy Kelly – Il giglio nero (The Bad Seed) nel ruolo di Christine Penmark
- 1956: Julie Harris – L'allodola (The Lark) nel ruolo di Joan of Arc
  - Barbara Bel Geddes – La gatta sul tetto che scotta
  - Gladys Cooper – The Chalk Garden
  - Ruth Gordon – The Matchmaker
  - Siobhán McKenna – The Chalk Garden
  - Susan Strasberg – Il diario di Anna Frank

- 1957: Margaret Leighton – Tavole separate nel ruolo di Mrs. Shankland/Miss Railton-Bell
  - Florence Eldridge – Lungo viaggio verso la notte
  - Rosalind Russell – Zia Mame
  - Sybil Thorndike – Il capanno degli attrezzi
- 1958: Helen Hayes – Léocadia nel ruolo della duchessa di Pont-Au-Bronc
  - Wendy Hiller – Una luna per i bastardi
  - Eugenie Leontovich – I cavernicoli
  - Siobhán McKenna – I funamboli
  - Mary Ure – Ricorda con rabbia
  - Jo Van Fleet – Veglia la mia casa, angelo
- 1959: Gertrude Berg – Il molto onorevole ministro nel ruolo di Mrs. Jacoby
  - Claudette Colbert – Carosello matrimoniale
  - Lynn Fontanne – La visita
  - Kim Stanley – L'estro del poeta
  - Maureen Stapleton – The Cold Wind and the Warm

### Anni 1960
- 1960: Anne Bancroft – Anna dei miracoli nel ruolo di Annie Sullivan
  - Margaret Leighton – Much Ado About Nothing
  - Claudia McNeil – A Raisin in the Sun
  - Geraldine Page – Sweet Bird of Youth
  - Maureen Stapleton – Toys in the Attic
  - Irene Worth – Toys in the Attic
- 1961: Joan Plowright. – A Taste of Honey nel ruolo di Josephine
  - Tallulah Bankhead – Midgie Purvis
  - Barbara Baxley – Period of Adjustment
  - Barbara Bel Geddes – Mary, Mary
- 1962: Margaret Leighton – La notte dell'iguana nel ruolo di Hannah Jelkes
  - Gladys Cooper in A Passage to India
  - Colleen Dewhurst – Great Day in the Morning
  - Kim Stanley – A Far Country
- 1963: Uta Hagen – Chi ha paura di Virginia Woolf? nel ruolo di Martha
  - Hermione Baddeley – The Milk Train Doesn't Stop Here Anymore
  - Margaret Leighton – Tchin-Tchin
  - Claudia McNeil – Tiger Tiger Burning Bright
- 1964: Sandy Dennis – Any Wednesday nel ruolo di Ellen Gordon
  - Elizabeth Ashley – A piedi nudi nel parco
  - Colleen Dewhurst – The Ballad of the Sad Cafe
  - Julie Harris – Marathon '33

- 1965: Irene Worth – Piccola Alice nel ruolo di Miss Alice
  - Marjorie Rhodes – All in Good Time
  - Beah Richards – The Amen Corner
  - Diana Sands – The Owl and the Pussycat
- 1966: Rosemary Harris – The Lion in Winter nel ruolo di Eleanora d'Aquitania
  - Sheila Hancock – Entertaining Mr Sloane
  - Kate Reid – Slapstick Tragedy
  - Lee Remick – Wait Until Dark
- 1967: Beryl Reid – The Killing of Sister George nel ruolo di June Buckridge
  - Eileen Atkins – The Killing of Sister George
  - Vivien Merchant – Il ritorno a casa
  - Rosemary Murphy – Un equilibrio delicato
- 1968: Zoe Caldwell – The Prime of Miss Jean Brodie nel ruolo di Miss Jean Brodie
  - Colleen Dewhurst – More Stately Mansions
  - Maureen Stapleton – Plaza Suite
  - Dorothy Tutin – Portrait of a Queen
- 1969: Julie Harris – Forty Carats nel ruolo di Ann Stanley
  - Estelle Parsons – The secen descents Myrtle
  - Charlotte Rae – Morning, Noon and Night
  - Brenda Vaccaro – The Goodbye People

### Anni 1970
- 1970: Tammy Grimes – Vite in privato nel ruolo di Amanda Prynne
  - Geraldine Brooks – Brightower
  - Helen Hayes – Harvey
- 1971: Maureen Stapleton – The Gingerbread Lady nel ruolo di Evy Meara
  - Estelle Parsons – And Miss Reardon Drinks a Little
  - Diana Rigg – Abelard and Heloise
  - Marian Seldes – Father's Day
- 1972: Sada Thompson – Twigs nel ruolo di personaggi vari
  - Eileen Atkins – Vivat! Vivat Regina!
  - Colleen Dewhurst – All Over
  - Rosemary Harris – Vecchi tempi
- 1973: Julie Harris – The Last of Mrs. Lincoln nel ruolo di Mary Todd Lincoln
  - Jane Alexander – 6 Rms Riv Vu
  - Colleen Dewhurst – Il lutto si addice ad Elettra
  - Kathleen Widdoes – Molto rumore per nulla
- 1974: Colleen Dewhurst – Una luna per i bastardi nel ruolo di Josie Hogan
  - Jane Alexander - Find Your Way Home
  - Julie Harris – The Au Pair Man
  - Madeline Kahn – In the Boom Boom Room
  - Rachel Roberts – La visita della vecchia signora e Chemin de Fer

- 1975: Ellen Burstyn – Same Time, Next Year nel ruolo di Doris
  - Elizabeth Ashley – Cat on a Hot Tin Roof
  - Diana Rigg – Il misantropo
  - Maggie Smith – Vite in privato
  - Liv Ullmann – A Doll's House
- 1976: Irene Worth – Sweet Bird of Youth nel ruolo di Princess Kosmonopolis
  - Tovah Feldshuh – Yentl
  - Rosemary Harris – The Royal Family
  - Lynn Redgrave – La professione della signora Warren
- 1977: Julie Harris – The Belle of Amherst nel ruolo di personaggi vari
  - Colleen Dewhurst – Chi ha paura di Virginia Woolf?
  - Liv Ullmann – Anna Christie
  - Irene Worth – Il giardino dei ciliegi
- 1978: Jessica Tandy – The Gin Game nel ruolo di Fonsia Dorsey
  - Anne Bancroft – Golda
  - Anita Gillette – Chapter Two
  - Estelle Parsons – Miss Margarida's Way
- 1979: Constance Cummings – Wings nel ruolo di Emilly Stilson e Carole Shelley – The Elephant Man nel ruolo di Mrs. Kendal
  - Jane Alexander – First Monday in October
  - Frances Sternhagen – On Golden Pond

### Anni 1980
- 1980: Phyllis Frelich – Figli di un dio minore nel ruolo di Sarah Norman
  - Blythe Danner – Betrayal
  - Maggie Smith – Night and Day
  - Anne Twomey – Nuts
- 1981: Jane Lapotaire – Piaf nel ruolo di Edith Piaf
  - Glenda Jackson – Rose
  - Eva Le Gallienne – To Grandmother's House We Go
  - Elizabeth Taylor – The Little Foxes
- 1982: Zoe Caldwell – Medea nel ruolo di Medea
  - Katharine Hepburn – The West Side Waltz
  - Geraldine Page – Agnes of God
  - Amanda Plummer – A Taste of Honey
- 1983: Jessica Tandy – Foxfire nel ruolo di Annie Nations
  - Kathy Bates – 'Night, Mother
  - Kate Nelligan – Plenty
  - Anne Pitoniak – 'Night, Mother
- 1984: Glenn Close – The Real Thing nel ruolo di Annie
  - Rosemary Harris – Heartbreak House
  - Linda Hunt – End of the World
  - Kate Nelligan – A Moon for the Misbegotten

- 1985: Stockard Channing – A Day in the Death of Joe Egg nel ruolo di Sheila
  - Sinéad Cusack – Much Ado About Nothing
  - Ramona Young - Mama, I Want to Sing!
  - Rosemary Harris – Pack of Lies
  - Glenda Jackson – Strange Interlude
- 1986: Lily Tomlin – The Search for Signs of Intelligent Life in the Universe nel ruolo di personaggi vari
  - Rosemary Harris – Hay Fever
  - Mary Beth Hurt – Benefactors
  - Jessica Tandy – The Petition
- 1987: Linda Lavin – Broadway Bound nel ruolo di Kate
  - Lindsay Duncan – Les Liaisons Dangereuses
  - Geraldine Page – Blithe Spirit
  - Amanda Plummer – Pygmalion
- 1988: Joan Allen – Burn This as Anna Mann
  - Blythe Danner – A Streetcar Named Desire
  - Glenda Jackson – Macbeth
  - Frances McDormand – A Streetcar Named Desire
- 1989: Pauline Collins – Shirley Valentine nel ruolo di Shirley Valentine
  - Joan Allen – The Heidi Chronicles
  - Madeline Kahn – Born Yesterday
  - Kate Nelligan – Spoils of War

### Anni 1990
- 1990: Maggie Smith – Lettice and Lovage nel ruolo di Lettice Douffet
  - Geraldine James – The Merchant of Venice
  - Mary-Louise Parker – Prelude to a Kiss
  - Kathleen Turner – Cat on a Hot Tin Roof
- 1991: Mercedes Ruehl – Lost in Yonkers nel ruolo di Bella
  - Stockard Channing – Sei gradi di separazione
  - Julie Harris – Lucifer's Child
  - Cherry Jones – Our Country's Good
- 1992: Glenn Close – Death and the Maiden nel ruolo di Paulina Salas
  - Jane Alexander – The Visit
  - Stockard Channing – Four Baboons Adoring the Sun
  - Judith Ivey – Park Your Car in Harvard Yard
- 1993: Madeline Kahn – The Sisters Rosensweig nel ruolo di Dr. Gorgeous Teitelebaum
  - Jane Alexander – The Sisters Rosensweig
  - Lynn Redgrave – Shakespeare For My Father
  - Natasha Richardson – Anna Christie
- 1994: Diana Rigg – Medea nel ruolo di Medea
  - Nancy Marchand – Black Comedy
  - Joan Rivers – Sally Marr and Her Escorts
  - Anna Deavere Smith – Twilight: Los Angeles, 1992

- 1995: Cherry Jones – The Heiress nel ruolo di Catherine Sloper
  - Mary Alice – Having Our Say
  - Eileen Atkins – Indiscretions
  - Helen Mirren – A Month in the Country
- 1996: Zoe Caldwell – Master Class nel ruolo di Maria Callas
  - Carol Burnett – Moon Over Buffalo
  - Rosemary Harris – Un equilibrio delicato
  - Elaine Stritch – Un equilibrio delicato
- 1997: Janet McTeer – A Doll's House as Nora Helmer
  - Julie Harris – The Gin Game
  - Shirley Knight – The Young Man From Atlanta
  - Lia Williams – Skylight
- 1998: Marie Mullen – The Beauty Queen of Leenane nel ruolo di Maureen Folan
  - Jane Alexander – Honour
  - Allison Janney – A View From the Bridge
  - Geraldine McEwan – The Chairs
- 1999: Judi Dench – Amy's View nel ruolo di Esmé Allen
  - Stockard Channing – The Lion in Winter
  - Marian Seldes – Ring Round the Moon
  - Zoë Wanamaker – Electra

### Anni 2000
- 2000: Jennifer Ehle – The Real Thing nel ruolo di Annie
  - Jayne Atkinson – The Rainmaker nel ruolo di Lizzie Curry
  - Rosemary Harris – Waiting in the Wings nel ruolo di May Davenport
  - Cherry Jones – Una luna per i bastardi nel ruolo di Josie Hogan
  - Claudia Shear – Dirty Blonde nel ruolo di Mae West
- 2001: Mary-Louise Parker – Proof nel ruolo di Catherine
  - Juliette Binoche – Tradimenti nel ruolo di Emma
  - Linda Lavin – The Tale of the Allergist's Wife nel ruolo di Marjorie Taub
  - Jean Smart – Quel signore che venne a pranzo nel ruolo di Lorraine Sheldon
  - Leslie Uggams – King Hedley II nel ruolo di Ruby
- 2002: Lindsay Duncan – Vite in privato nel ruolo di Amanda Prynne
  - Kate Burton – Hedda Gabler nel ruolo di Hedda Gabler
  - Laura Linney – The Crucible nel ruolo di Elizabeth Proctor
  - Helen Mirren – Dance of Death nel ruolo di Alice
  - Mercedes Ruehl – La capra o chi è Sylvia? nel ruolo di Stevie
- 2003: Vanessa Redgrave – Long Day's Journey into Night nel ruolo di Mary Cavon Tyrone
  - Jayne Atkinson – Enchanted April nel ruolo di Lotty Wilton
  - Victoria Hamilton – A Day in the Death of Joe Egg nel ruolo di Sheila
  - Clare Higgins – Vincent in Brixton nel ruolo di Ursula Loyer
  - Fiona Shaw – Medea nel ruolo di Madea
- 2004: Phylicia Rashād – A Raisin in the Sun nel ruolo di Lena Younger
  - Eileen Atkins – The Retreat from Moscow nel ruolo di Alice
  - Tovah Feldshuh – Golda's Balcony nel ruolo di Golda Meir
  - Anne Heche – Twentieth Century nel ruolo di Lily Garland
  - Swoosie Kurtz – Frozen nel ruolo di Nancy

- 2005: Cherry Jones – Doubt nel ruolo di Sister Aloysius Bouvier
  - Laura Linney – Sight Unseen nel ruolo di Patricia
  - Mary-Louise Parker – Reckless nel ruolo di Rachel
  - Phylicia Rashād – Gem of the Ocean nel ruolo di Aunt Ester
  - Kathleen Turner – Chi ha paura di Virginia Woolf? nel ruolo di Martha
- 2006: Cynthia Nixon – La tana del bianconiglio nel ruolo di Becca Corbett
  - Kate Burton – The Constant Wife nel ruolo di Constance Middleton
  - Judy Kaye – Souvenir nel ruolo di Florence Foster Jenkins
  - Lisa Kron – Well nel ruolo di Lisa Kron
  - Lynn Redgrave – The Constant Wife nel ruolo di Mrs. Culver
- 2007: Julie White – The Little Dog Laughed nel ruolo di Diane
  - Eve Best – Una luna per i bastardi nel ruolo di Josie Hogan
  - Swoosie Kurtz – Heartbreak House nel ruolo di Hesione Hushabye
  - Angela Lansbury – Deuce nel ruolo di Leona Mullen
  - Vanessa Redgrave – The Year of Magical Thinking nel ruolo di Joan Didion
- 2008: Deanna Dunagan – August: Osage County nel ruolo di Violet Weston
  - Eve Best – Il ritorno a casa (The Homecoming) nel ruolo di Ruth
  - Kate Fleetwood – Macbeth nel ruolo di Lady Macbeth
  - S. Epatha Merkerson – Come Back, Little Sheba nel ruolo di Lola
  - Amy Morton – August: Osage County nel ruolo di Barbara Fordham
- 2009: Marcia Gay Harden – God of Carnage nel ruolo di Veronica Vallon
  - Hope Davis – God of Carnage nel ruolo di Annette Reille
  - Jane Fonda – 33 Variations nel ruolo di Katherine Brandt
  - Janet McTeer – Mary Stuart nel ruolo di Mary, Queen of Scots
  - Harriet Walter – Mary Stuart nel ruolo di Elizabeth of England

### Anni 2010
- 2010: Viola Davis – Fences nel ruolo di Rose Maxson
  - Valerie Harper – Looped nel ruolo di Tallulah Bankhead
  - Linda Lavin – Collected Stories nel ruolo di Ruth Steiner
  - Laura Linney – Time Stands Still nel ruolo di Sarah
  - Jan Maxwell – The Royal Family nel ruolo di Julie Cavendish
- 2011: Frances McDormand – Good People nel ruolo di Margie Walsh
  - Nina Arianda – Born Yesterday nel ruolo di Billie Dawn
  - Lily Rabe – Il mercante di Venezia nel ruolo di Portia
  - Vanessa Redgrave – A spasso con Daisy nel ruolo di Daisy Werthan
  - Hannah Yelland – Breve incontro nel ruolo di Laura
- 2012: Nina Arianda – Venus in Fur nel ruolo di Vanda
  - Tracie Bennett – End of the Rainbow nel ruolo di Judy Garland
  - Stockard Channing – Other Desert Cities nel ruolo di Polly Wyeth
  - Linda Lavin – The Lyons nel ruolo di Rita Lyons
  - Cynthia Nixon – Wit nel ruolo di Vivian Bearing
- 2013: Cicely Tyson - The Trip to Bountiful nel ruolo di Carrie Watts
  - Laurie Metcalf - The Other Place nel ruolo di Juliana Smithton
  - Amy Morton - Chi ha paura di Virginia Woolf? nel ruolo di Martha
  - Kristine Nielsen - Vanya and Sonia and Masha and Spike nel ruolo di Sonia
  - Holland Taylor - Ann nel ruolo di Ann Richards
- 2014: Audra McDonald - Lady Day at Emerson's Bar and Grill nel ruolo di Billie Holiday
  - Tyne Daly - Mothers and Sons nel ruolo di Katharine Gerard
  - Cherry Jones - Lo zoo di vetro nel ruolo di Amanda Wingfield
  - Estelle Parsons - The Velocity of Autumn nel ruolo di Alexandra
  - Latanya Richardson-Jackson - A Raisin in the Sun nel ruolo di Lena Younger

- 2015: Helen Mirren - The Audience nel ruolo di Elisabetta II
  - Geneva Carr - Hand To God nel ruolo di Margery
  - Elisabeth Moss - The Heidi Chronicles nel ruolo di Heidi Hollan
  - Carey Mulligan - Skylight nel ruolo di Kyra Hollis
  - Ruth Wilson - Constellations nel ruolo di Marianne
- 2016: Jessica Lange - Lungo viaggio verso la notte nel ruolo di Mary Tyrone
  - Laurie Metcalf - Misery nel ruolo di Annie Wilkes
  - Lupita Nyong'o - Eclipsed nel ruolo della Ragazza
  - Sophie Okonedo - Il crogiuolo nel ruolo di Elizabeth Proctor
  - Michelle Williams - Blackbird nel ruolo di Una Spencer
- 2017: Laurie Metcalf - A Doll's House, Part 2 nel ruolo di Nora Helmer
  - Cate Blanchett - The Present nel ruolo di Anna Petrovna
  - Jennifer Ehle - Oslo nel ruolo di Mona Juul
  - Sally Field - Lo zoo di vetro nel ruolo di Amanda Wingfield
  - Laura Linney - Le piccole volpi nel ruolo di Regina Hubbard Giddens
- 2018: Glenda Jackson - Tre donne alte nel ruolo di A 
  - Condola Rashād - Santa Giovanna nel ruolo di Giovanna d'Arco
  - Lauren Ridloff - Figli di un dio minore nel ruolo di Sarah Norman
  - Amy Schumer - Meteor Shower nel ruolo di Corky
- 2019: Elaine May - The Waverly Gallery nel ruolo di Gladys Green
  - Annette Bening - Erano tutti miei figli nel ruolo di Kate Keller
  - Laura Donnelly - The Ferryman nel ruolo di Caitlin Carney
  - Janet McTeer - Bernhardt/Hamlet nel ruolo di Sarah Bernhardt
  - Laurie Metcalf - Hillary and Clinton nel ruolo di Hillary Clinton
  - Heidi Schreck - What the Constitution Means nel ruolo di se stessa

### Anni 2020
- 2020: Mary-Louise Parker - The Sound Inside nel ruolo di Bella 
  - Joaquina Kalukango - Slave Play nel ruolo di Kaneisha
  - Laura Linney - Mi chiamo Lucy Barton nel ruolo di Lucy Barton
  - Audra McDonald - Frankie and Johnny in the Clair de Lune nel ruolo di Frankie
- 2022: Deirdre O'Connell - Dana H. nel ruolo di Dana H
  - Gabby Beans - La famiglia Antrobus
  - LaChanze - Trouble in Mind nel ruolo di Wiletta Mayer
  - Ruth Negga - Macbeth nel ruolo di Lady Macbeth
  - Mary-Louise Parker - How I Learned to Drive nel ruolo di Lil Bit
- 2023: Jodie Comer - Prima Facie nel ruolo di Tessa
  - Jessica Chastain - Casa di bambola nel ruolo di Nora
  - Jessica Hecht - Summer, 1976 nel ruolo di Alice
  - Audra McDonald - Ohio State Murders nel ruolo di Suzanne Alexander
- 2024: Sarah Paulson - Appropriate nel ruolo di Antoinette "Toni" Lafayette
  - Betsy Aidem - Prayer for the French Republic nel ruolo di Marcelle Salomon Benhamou
  - Jessica Lange - Mother Play nel ruolo di Phyllis
  - Rachel McAdams - Mary Jane nel ruolo di Mary Jane
  - Amy Ryan - Il dubbio nel ruolo di suor Aloysius Beauvier

- 2025:
  - Sarah Snook - The Picture of Dorian Gray nel ruolo di tutti i personaggi
  - Laura Donnelly - The Hills of California nel ruolo di Veronica/Joan
  - Mia Farrow - The Roommate nel ruolo di Sharon
  - LaTanya Richardson - Purpose nel ruolo di Claudine Jasper
  - Sadie Sink - John Proctor Is the Villain nel ruolo di Shelby Holcomb

## Attrici più premiate
- Julie Harris (5)
- Helen Hayes (3)
- Zoe Caldwell (3)
- Jessica Tandy (3)
- Shirley Booth (2)
- Glenn Close (3)
- Uta Hagen (2)
- Cherry Jones (2)
- Margaret Leighton (2)